# Pilchówka (skocznia narciarska)
Pilchówka – nieistniejąca średnia skocznia narciarska w Rabie Wyżnej, o punkcie konstrukcyjnym na 45 metrze. 
Wybudowana została w latach trzydziestych. Na przełomie lat 50. i 60. przeszła pierwszą modernizację, drugą zaś dekadę później.
Skocznia początkowo była obiektem naturalnym, jednak potem wybudowano tu drewniany najazd. Na obiekcie tym skakali m.in. Stanisław Marusarz, Jan Kula czy Stefan Hula senior (do którego należał rekord obiektu, 50 m). W latach 80. zaprzestano korzystania z obiektu, który zaczął niszczeć i zarastać.